# Ashley (Illinois)
Ashley é uma cidade localizada no estado americano de Illinois, no Condado de Washington.

## Demografia
Segundo o censo americano de 2000, a sua população era de 613 habitantes. 
Em 2006, foi estimada uma população de 578, um decréscimo de 35 (-5.7%).

## Geografia
De acordo com o United States Census Bureau tem uma área de 
3,0 km², dos quais 2,9 km² cobertos por terra e 0,1 km² cobertos por água. Ashley localiza-se a aproximadamente 163 m acima do nível do mar.

## Localidades na vizinhança
O diagrama seguinte representa as localidades num raio de 16 km ao redor de Ashley. 